# 塔利摩尔森林公园
塔利摩尔森林公园（Tollymore Forest Park）是北爱尔兰一个森林公园，該公園于1955年6月2日成立。它位于莫恩和莫恩和克罗布山（Slieve Croob）杰出自然风景区以及蒙恩山脈，這個地方距離纽卡斯尔镇附近的布赖恩斯福德較近。公園占地630公頃（1,600英畝）。希姆纳河流经公园，公園內有16座跨越希姆纳河的桥，其中最早的可以追溯到1726年。这条河是鲑鱼和鳟鱼的產卵地。森林里有4条用不同颜色箭头标示的步行道，最长的步行道長度為8英里（13）。